# Przystań morska

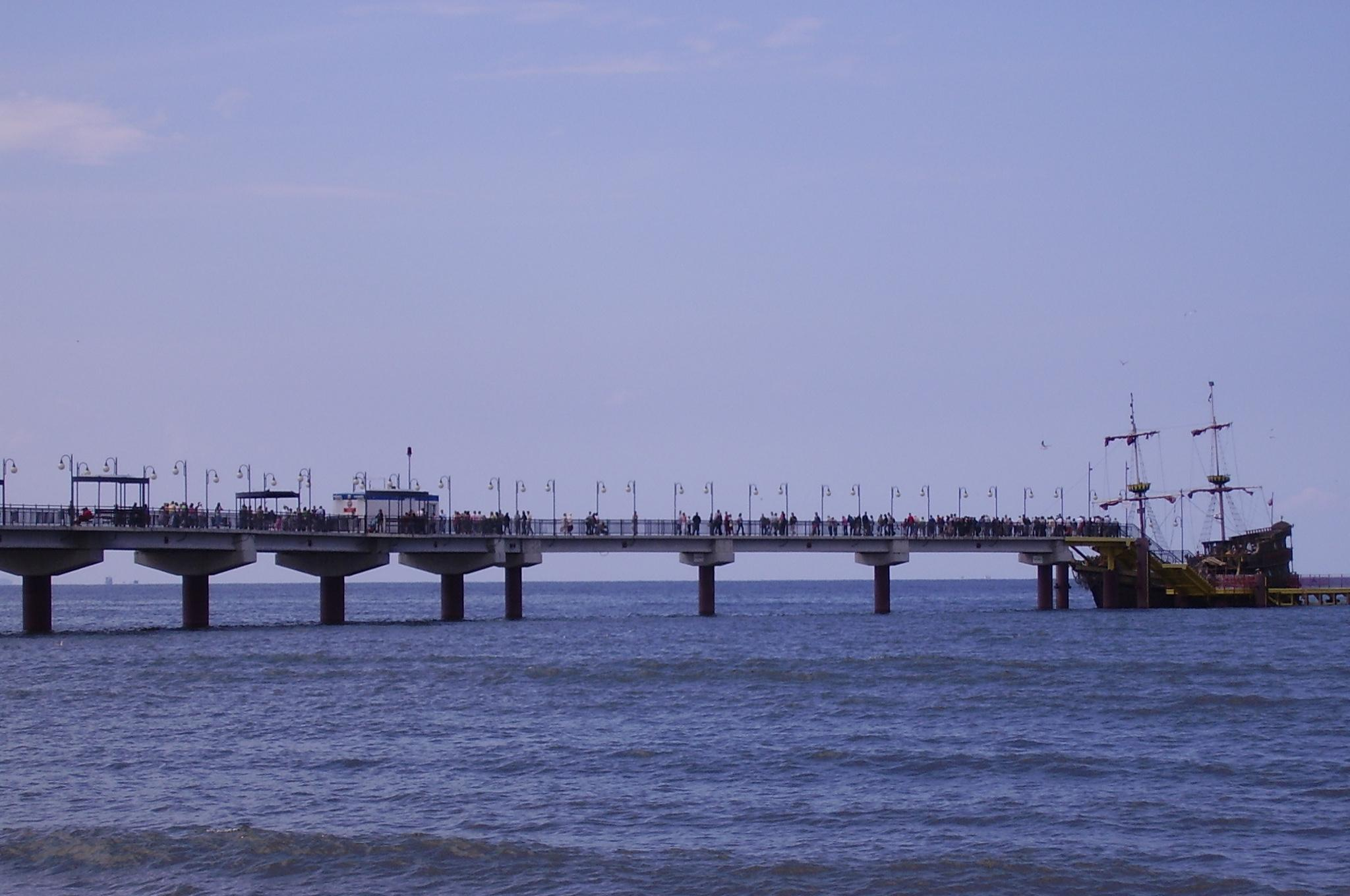
Molo w Międzyzdrojach będące przystanią morską

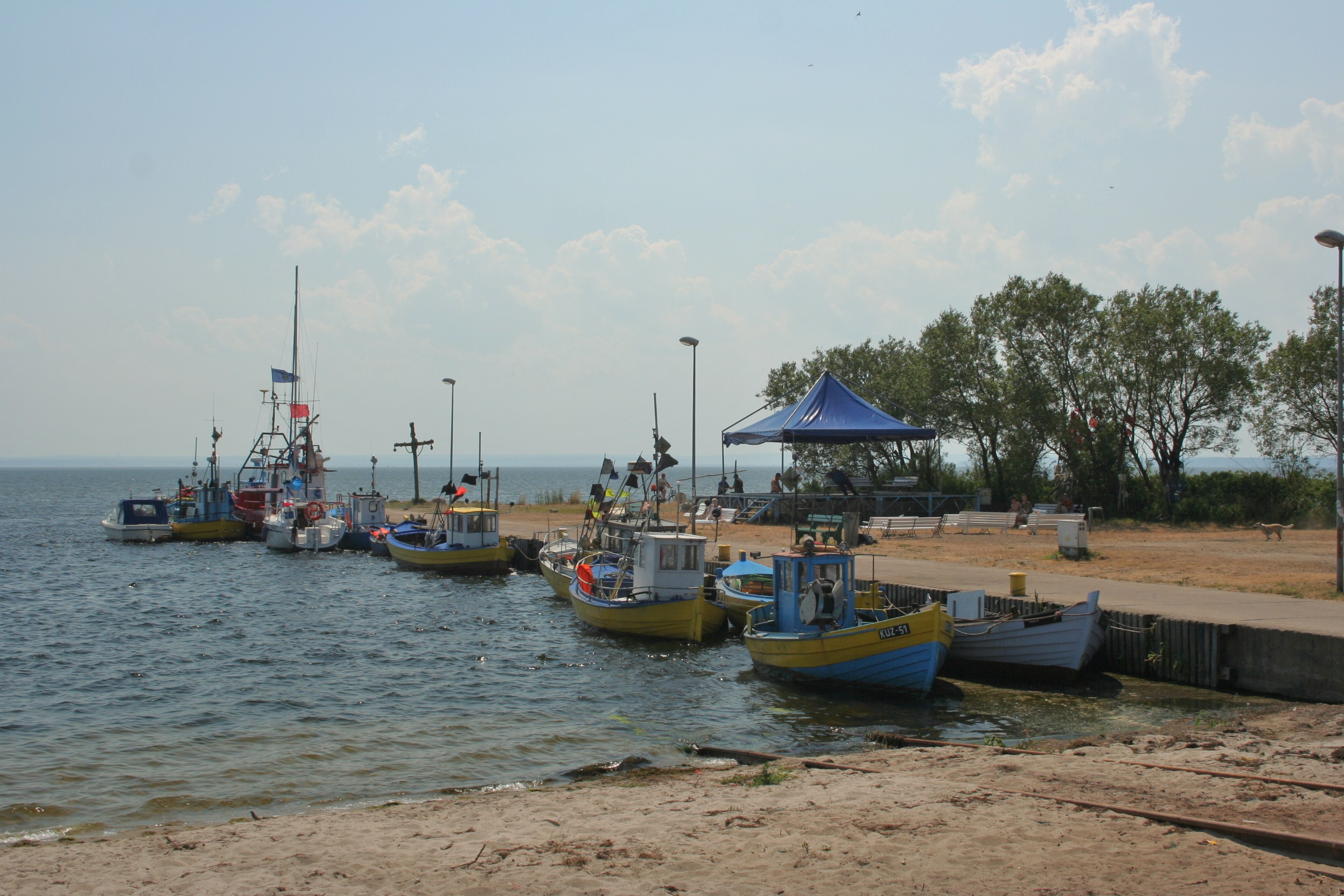
Przystań morska w Kuźnicy

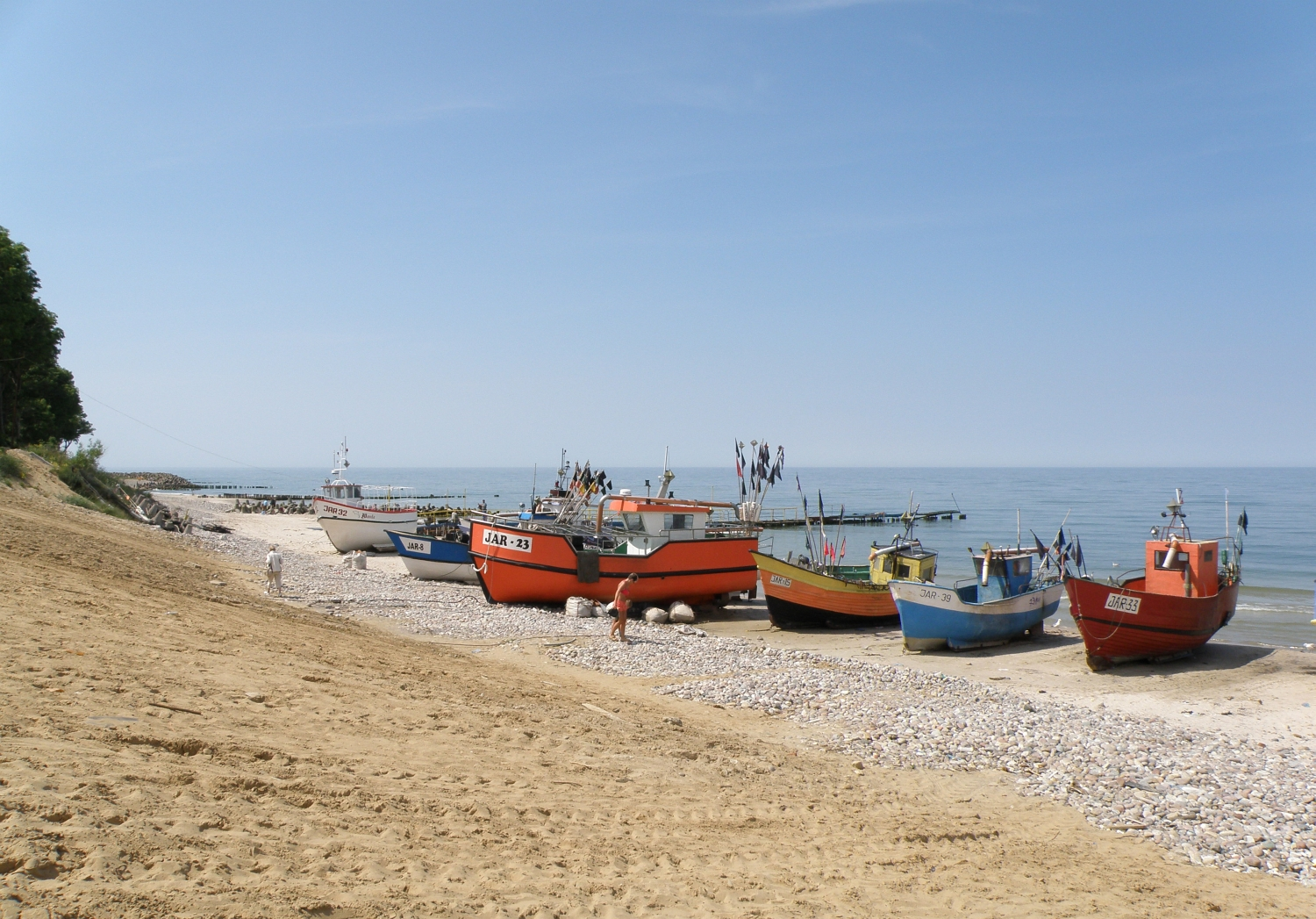
Przystań morska w Jarosławcu

Przystań morska – prawnie określone miejsce nad morzem lub nad morskimi wodami wewnętrznymi, przystosowane dla niewielkich jednostek pływających. Przystań morską określają akweny, grunty oraz związana z nimi infrastruktura portowa.
W Polsce przystań morską ustanawia dyrektor urzędu morskiego, poprzez wydanie zarządzenia w sprawie określenia jej granic. Dokonuje tego po zasięgnięciu opinii właściwej rady gminy oraz organów ochrony granicy państwowej. Przystanie morskie są nadzorowane przez odpowiedniego dyrektora urzędu morskiego, przy pomocy kapitanatów i bosmanatów portów. Jednym z obowiązków dyrektora urzędu morskiego jest budowa i utrzymywanie obiektów infrastruktury zapewniającej dostęp do przystani morskiej. Prowadzi on także nadzór przeciwpożarowy. Dyrektor urzędu morskiego może ustanowić zakazy lub nakazy określonego zachowania się w przystani, jeżeli jest to niezbędne między innymi do ochrony życia, zdrowia lub mienia, ochrony środowiska morskiego i przystani.
Właścicielem akwenów przystani oraz infrastruktury zapewniającej dostęp do przystani jest Skarb Państwa, a jego własność jest wyłączona z obrotu. Jeżeli nieruchomości gruntowe, na których położona przystań morska stanowią mienie komunalne, to o formie prawno-organizacyjnej zarządzania przystanią decyduje gmina.